# Straßenbahnstrecke Charlotte–Manitou Beach
| Trestle-Brücke |                       |                                              |                                              |
| Karte des USGS von 1912 |                       |                                              |                                              |
| Streckenlänge: | 13 km                 |                                              |                                              |
| Spurweite: | 1435 mm (Normalspur)  |                                              |                                              |
| Streckengeschwindigkeit: | 19 km/h (12 mph) km/h |                                              |                                              |
| |                       |                                              |                                              |
| \| \| km \| \| \| \| \| 0 \| Ontario Beach Park Spitz Hotel; Siding Nr. 1 \| Ontario Beach Park Spitz Hotel; Siding Nr. 1 \| \| \| \| Wilder Terrace \| \| \| \| \| Hospital \| \| \| \| \| Cloverdale Farm Siding Nr. 2 \| \| \| \| \| Little Round Pond Island Cottage \| \| \| \| \| Rigneys Bluff \| \| \| \| \| Siding Nr. 3 \| \| \| \| \| Round Pond Outlet u. a. Lake View Hotel \| \| \| \| \| Edgewater Hotel Island Cottage \| \| \| \| \| Buck Pond \| \| \| \| \| Crescent Beach Hotel Siding Nr. 4 \| \| \| \| \| Lewis straight \| \| \| \| \| Outlet Long Pond, West End Trestle \| \| \| \| \| Long Pond Grand View Beach Hotel \| \| \| \| \| Lowden Point Road \| \| \| \| \| Siding Nr. 5, Half Way \| \| \| \| \| \| \| \| \| \| Springwater Hotel \| \| \| \| \| \| \| \| \| \| Cranberry Pond \| \| \| \| \| Siding Nr. 6 \| \| \| \| \| Braddocks Heights \| \| \| \| \| Braddocks Bay Trestle \| \| \| \| \| East Manitou \| \| \| \| \| Elmheart Hotel \| \| \| \| 13 \| Manitou Beach Odenbachs \| Manitou Beach Odenbachs \| |                       |                                              |                                              |
| | km                    |                                              |                                              |
| Kopfbahnhof Streckenanfang (Strecke außer Betrieb) | 0                     | Ontario Beach Park Spitz Hotel; Siding Nr. 1 | Ontario Beach Park Spitz Hotel; Siding Nr. 1 |
| Haltepunkt / Haltestelle (Strecke außer Betrieb) |                       | Wilder Terrace                               | Wilder Terrace                               |
| Haltepunkt / Haltestelle (Strecke außer Betrieb) |                       | Hospital                                     | Hospital                                     |
| Haltepunkt / Haltestelle (Strecke außer Betrieb) |                       | Cloverdale Farm Siding Nr. 2                 | Cloverdale Farm Siding Nr. 2                 |
| Haltepunkt / Haltestelle (Strecke außer Betrieb) |                       | Little Round Pond Island Cottage             | Little Round Pond Island Cottage             |
| Haltepunkt / Haltestelle (Strecke außer Betrieb) |                       | Rigneys Bluff                                | Rigneys Bluff                                |
| Haltepunkt / Haltestelle (Strecke außer Betrieb) |                       | Siding Nr. 3                                 | Siding Nr. 3                                 |
| Haltepunkt / Haltestelle (Strecke außer Betrieb) |                       | Round Pond Outlet u. a. Lake View Hotel      | Round Pond Outlet u. a. Lake View Hotel      |
| Haltepunkt / Haltestelle (Strecke außer Betrieb) |                       | Edgewater Hotel Island Cottage               | Edgewater Hotel Island Cottage               |
| Haltepunkt / Haltestelle (Strecke außer Betrieb) |                       | Buck Pond                                    | Buck Pond                                    |
| Haltepunkt / Haltestelle (Strecke außer Betrieb) |                       | Crescent Beach Hotel Siding Nr. 4            | Crescent Beach Hotel Siding Nr. 4            |
| Haltepunkt / Haltestelle (Strecke außer Betrieb) |                       | Lewis straight                               | Lewis straight                               |
| Haltepunkt / Haltestelle (Strecke außer Betrieb) |                       | Outlet Long Pond, West End Trestle           | Outlet Long Pond, West End Trestle           |
| Haltepunkt / Haltestelle (Strecke außer Betrieb) |                       | Long Pond Grand View Beach Hotel             | Long Pond Grand View Beach Hotel             |
| Haltepunkt / Haltestelle (Strecke außer Betrieb) |                       | Lowden Point Road                            | Lowden Point Road                            |
| Haltepunkt / Haltestelle (Strecke außer Betrieb) |                       | Siding Nr. 5, Half Way                       | Siding Nr. 5, Half Way                       |
| Haltepunkt / Haltestelle (Strecke außer Betrieb) |                       |                                              |                                              |
| Haltepunkt / Haltestelle (Strecke außer Betrieb) |                       | Springwater Hotel                            | Springwater Hotel                            |
| Haltepunkt / Haltestelle (Strecke außer Betrieb) |                       |                                              |                                              |
| Haltepunkt / Haltestelle (Strecke außer Betrieb) |                       | Cranberry Pond                               | Cranberry Pond                               |
| Haltepunkt / Haltestelle (Strecke außer Betrieb) |                       | Siding Nr. 6                                 | Siding Nr. 6                                 |
| Haltepunkt / Haltestelle (Strecke außer Betrieb) |                       | Braddocks Heights                            | Braddocks Heights                            |
| Brücke über Wasserlauf (Strecke außer Betrieb) |                       | Braddocks Bay Trestle                        | Braddocks Bay Trestle                        |
| Haltepunkt / Haltestelle (Strecke außer Betrieb) |                       | East Manitou                                 | East Manitou                                 |
| Haltepunkt / Haltestelle (Strecke außer Betrieb) |                       | Elmheart Hotel                               | Elmheart Hotel                               |
| Kopfbahnhof Streckenende (Strecke außer Betrieb) | 13                    | Manitou Beach Odenbachs                      | Manitou Beach Odenbachs                      |

Die Straßenbahnstrecke Charlotte–Manitou Beach war eine landschaftlich reizvoll gelegene elektrische Überlandstraßenbahnstrecke entlang des Ufers des Ontariosees von Charlotte, einem Vorort von Rochester (New York), bis zum Manitou Beach. Die vor allem touristisch genutzte Strecke wurde von 1891 bis 1924 vor allem in den Sommermonaten betrieben.

## Geschichte

### Grand View Beach Railroad
In den 1880er Jahren hatte sich die Küste des Ontariosees zu einem beliebten Ausflugsziel der Bevölkerung von Rochester entwickelt. Am Ontario Beach Park endete die Strecken der New York Central and Hudson River Railroad und der Rome, Watertown and Ogdensburg Railroad. Entlang der Küstenlinie westlich von Charlotte waren viele Wochenend- und Ferienhäuschen sowie Hotels errichtet worden. Die Straßen und Wege waren jedoch in einem schlechten Zustand. Bis 1888 hatten die Straßenbahnstrecken aus Rochester Charlotte erreicht. Bereits 1881 erhielt die Rochester, Lakeside and Braddocks Bay Railroad die Konzession zum Bau einer entsprechenden Bahnstrecke, diese wurde jedoch nie in Anspruch genommen. Am 30. Januar 1889 wurde schließlich die Grand View Beach Railroad gegründet um eine dampfbetriebene Bahnstrecke zwischen Charlotte und dem Long Pond zu errichten. Das ursprüngliche Stammkapital betrug 40.000 Dollar. Nachdem bis Sommer 1889 12.500 US-Dollar für den Grundstückserwerb, den Bau der Brücken und die Streckentrassierung ausgegeben wurde, entschied das Unternehmen statt des Dampfbetriebes auf elektrischen Betrieb zu setzen und die Strecke bis Manitou Beach zu verlängern. Dafür wurde das Stammkapital auf 100.000 Dollar erhöht. Daneben wurde der Bau der Strecke durch einen Hypothek in Höhe von 200.000 Dollar finanziert. 1890 wurde die Strecke bis Grand View Beach fertiggestellt und am 1. Juni 1891 nahm die Straßenbahnstrecke den Betrieb der gesamten Strecke auf. Insgesamt wurden rund 304 Tausend Dollar für den Bau ausgegeben.
H. H. Craig war Präsident der Gesellschaft.
Am 11. Mai 1893, am Beginn der Betriebssaison, brannte das Kraftwerk sowie die Fahrzeughalle ab. Dabei wurden sechs der sieben Triebwagen zerstört. 1894 wurde das neue errichtete Kraftwerk in Betrieb genommen.  
Im ersten Betriebsjahr betrugen die Gesamteinnahmen 17.976,08 US-Dollar, die Betriebskosten 8.500,06 US-Dollar, Zinsen und Steuern 4.010,34 US-Dollar, der Ertrag 4.465,14 US-Dollar. Die Gesamtzahl der beförderten Passagiere betrug nach eigenen Angaben 150.000. In den folgenden Jahren stieg trotz gleichbleibender Fahrgastzahlen (ca. 120–130 Tausend) der Verlust auf 27.196 US-Dollar an. Durch die noch dazu notwendigen weiteren Investitionskosten, konnten die Kredite nicht mehr bedient werden. 
Die Gesellschaft wurde für 31.000 Dollar im März 1895 an die Kreditgeber verkauft. Diese gründeten die Rochester, Charlotte and Manitou Beach Railroad zum Weiterbetrieb der Straßenbahn.

### Rochester, Charlotte and Manitou Beach Railroad
Präsident der am 14. März 1895 gegründeten Gesellschaft war der frühere Schatzmeister der Grand View Beach Railroad Michael Doyle. Es gab anfänglich 22 Aktionäre. 
1898 kündigte die Gesellschaft an, die Strecke bis nach Hilton (New York) zu verlängern.  Diese Vorhaben wurde jedoch nie verwirklicht, genau wie die um 1900 angedachte Verlängerung bis Devils Nose, westlich des Hamlin Beach State Parks.
Die Fahrgastzahlen beliefen sich regelmäßig um die 100.000. Auch diese Gesellschaft schrieb anfänglich Verlust. 1899 konnte erstmals ein Gewinn ausgewiesen werden. In diesem Jahr wurden über 150.000 Fahrgäste befördert. 1901 wurde trotz 189.000 Passagieren ein Defizit von rund 2.000 Dollar eingefahren. 1902 wurden über 230.000 Passagiere befördert. Jedoch wurden erneut Verluste eingefahren und die Kreditzinsen an die Aktionäre konnten nicht bedient werden. 1905 waren wieder über 11.000 Dollar Verlust aufgelaufen. 
1907 kam es durch Winterstürme zur Zerstörung der langen Trestle-Brücke über die Braddocks Bay. Außerdem kam es zu starken Ausspülungen und Hangrutschungen am Rigney Bluff. Die Reparaturkosten überstiegen die finanziellen Möglichkeiten des Unternehmens. Deshalb ging die Gesellschaft in Konkurs und wurde am 21. Juli 1908 an Kendall B. Castle verkauft. 

### Rochester and Manitou Railroad
Kendall B. Castle übereignete das erworbene Vermögen an die am 12. August 1908 gegründete Rochester and Manitou Railroad. Präsident wurde D. Hyman und später Henry W. Wedel. 1909 wurde die neue Brücke über die Braddocks Bay fertiggestellt. Sie verfügte auch über einen aufklappbaren Mittelteil. 
Ab 1913 erfolgte der Betrieb der Straßenbahn durch die New York State Railways.
Durch den aufkommenden Autoverkehr und durch verbesserte Straßen ließ die Nachfrage stark nach. So erfolgten im Herbst 1924 die letzten Fahrten der Straßenbahn. 1925 wurde der Betrieb nicht wieder aufgenommen. Am 25. August 1925 erfolgte der Verkauf für 40.000 US-Dollar. Ab Juli 1925 fuhr eine Buslinie bis nach Manitou Beach.

## Streckenverlauf
Die Strecke war 13 Kilometer lang. Vom Ontario Beach aus verlief sie für einige Kilometer am Rigney Bluff auf einem etwa 5 m oberhalb des Wasserspiegels gelegenen Kliff mit Blick auf den Ontariosee. Die Strecke führte danach auf dem Sandstrand und auf Holzbrücken über mehrere Buchten westwärts bis nach Manitou Beach. Es wurde eine 4,5 Meter lange Holzbrücke und neun insgesamt 1.200 Meter lange hölzerne Trestle-Brücken gebaut. Auf dem letzten Abschnitt führte die Strecke über eine rund 800 m lange Trestle-Brücke über die Braddocks Bay. Die Brücken am Long Pond war 80 Meter und am Buck Pond 40 Meter lang.
Die einzelnen Haltepunkte und Ausweichstellen wurden an die Lage der Hotels angepasst und bei Bedarf auch verändert.

## Infrastruktur und Schienenfahrzeuge
Die normalspurige Überlandstraßenbahn verkehrte auf Vignol-Stahlschienen mit einem Gewicht von 22,5 kg/m. Sie verfügte über moderne Bauten und Ausrüstung. Die Grand View Beach Railroad verfügte ab Betriebsbeginn über sieben Triebwagen, davon sechs offen und einer geschlossen, und sieben offenen Beiwagen, in denen bequem 60 bis 70 Personen Platz finden konnten. Rae-Motoren mit 40 PS Leistung kamen zum Einsatz und der bewährte, zuverlässige McGuire-Fahrgestellen. Sie wurden hergestellt von Thomas Murray and Company in New York.
Weiterhin verfügte das Unternehmen anfänglich über einen, später drei, Güterwagen zur Kohlebeförderung. Ab 1895 standen neun Fahrzeuge zur Verfügung. Ab 1901 wurden 16 Wagen (davon sechs Triebwagen) eingesetzt. 1902 standen acht und 1903 neun Triebwagen zur Verfügung. 1905 wurden neue Fahrzeuge erworben. 1909 lag der Fahrzeugbestand bei 14 Wagen (davon elf offen und drei geschlossen). 1912 kamen noch vier weitere Fahrzeuge dazu. Diese wurden von G. C. Kuhlman Car Company hergestellt.
Das Kraftwerk befand sich 3 km von der östlichen Endstation entfernt bei Rigneys Bluff. Es war mit zwei Generatoren von Thomson-Houston Electric Company mit 8000 Watt, zwei Motoren von McIntosh & Seymour und drei 100 PS Kesseln von Pierce & Thomas ausgestattet. Ab 1895 wurde damit auch elektrische Energie für die nahegelegenen Hotels sowie elektrische Straßenbeleuchtungen erzeugt. Ab 19.. erfolgte die Stromversorgung aus dem Netz der Rochester Railway & Light Company. 
Das Straßenbahndepot  in der Nähe des Kraftwerks hatte Stellplätze für 20 Wagen.

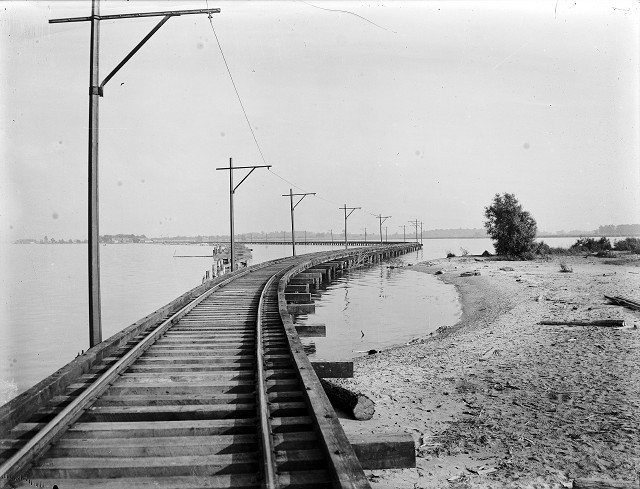
Trestle-Brücke über Braddocks Bay
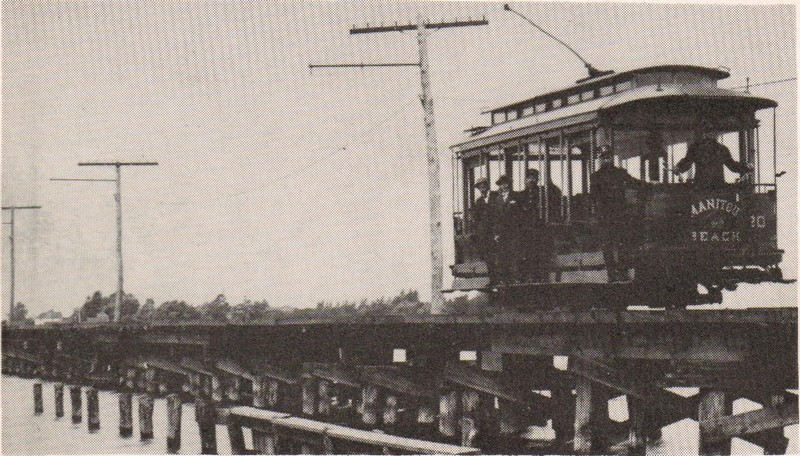
Trestle-Brücke über Braddocks Bay 1905
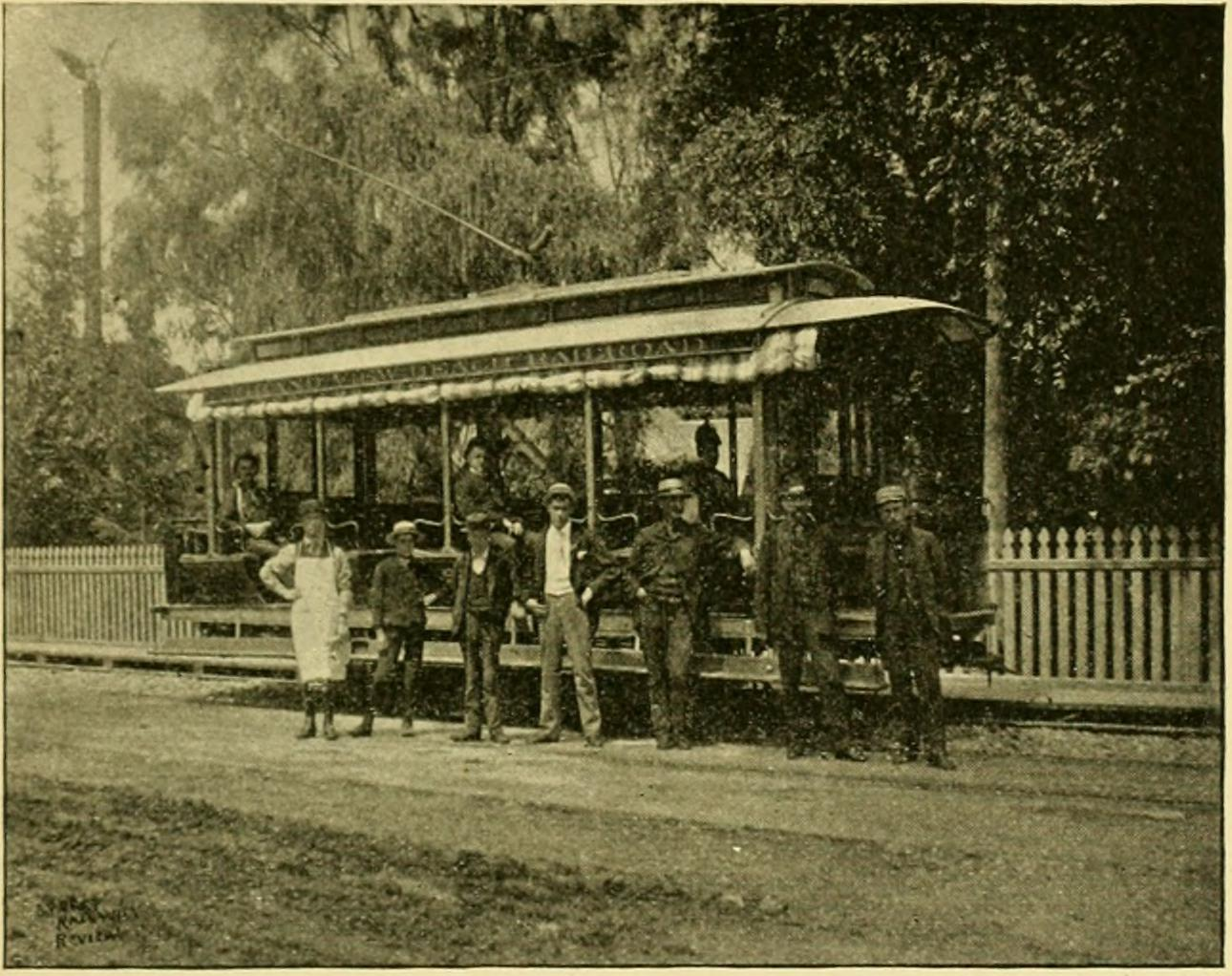
Endbahnhof

## Betrieb
Die ersten Wagen fuhren am 1. Juni 1891, aber die Bahn war bis ungefähr zum 1. August 1891 in einem noch unfertigen Zustand. Der Betrieb erfolgte in der Regel von Anfang April bis Ende November. Die Triebwagen fuhren alle 25 bis 40 Minuten. Die Höchstgeschwindigkeit betrug 20 km/h. Auf dem Braddocks-Bays-Trestle musste später die Geschwindigkeit wegen des Zustandes der Brücke stark reduziert werden. Bei Hochbetrieb fuhr ein Triebwagen mit zwei Beiwagen dem ein weiterer Triebwagen in kurzem Abstand folgte. Die Wagenführer mussten an jedem Begegnungspunkt selber herausfinden, ob der nachfolgende Streckenabschnitt frei war.  Ein Dispatcher war von jedem Begegnungspunkt aus telefonisch zu erreichen.
Durch die Bahngesellschaften wurden regelmäßig über 20 Personen beschäftigt. Es wurden fünf Besatzungen eingesetzt. Außerdem standen zwei Extra-Besatzungen zur Verfügung.
Am 29. Mai 1896 kollidierten zwei Triebwagen. Dabei starben die beiden Wagenführer. Drei Passagiere wurden verletzt. Am 25. August 1900 entgleiste ein Triebwagen in einer Kurve und stürzte mit 36 Fahrgästen um. Sieben Passagiere verletzten sich. Ursache war die Aufweitung der Gleise.
In den Jahren 1899 und 1900 wurden durchgehende Verbindungen ab dem Stadtzentrum von Rochester angeboten.